# Рюгланд
Рюгланд (нім. Rügland) — громада в Німеччині, розташована в землі Баварія. Підпорядковується адміністративному округу Середня Франконія. Входить до складу району Ансбах. Складова частина об'єднання громад Вайгенцель.
Площа — 20,89 км2. Населення становить 1262 ос. (станом на 31 грудня 2020).

## Галерея

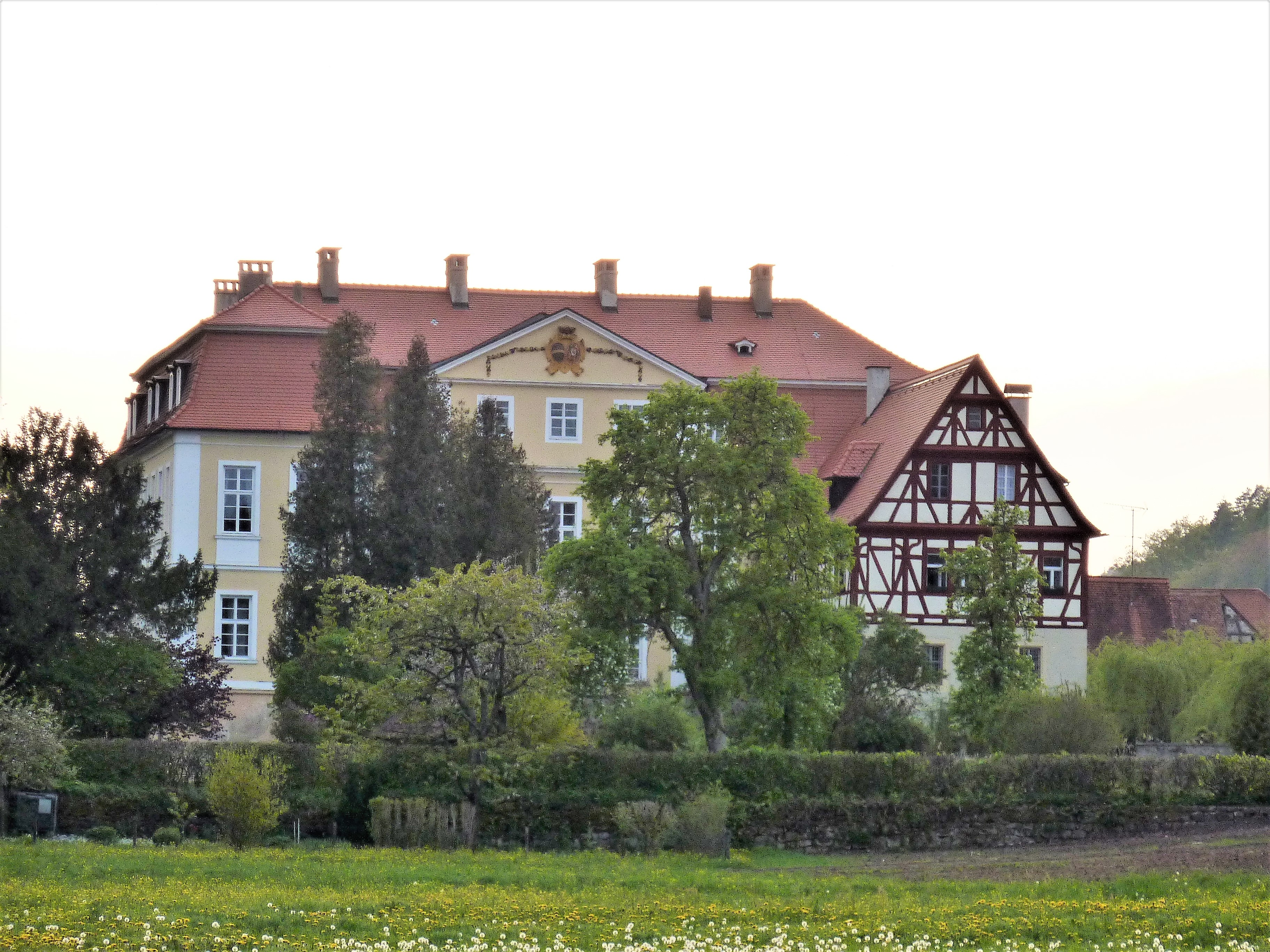